# Мост Минчжоу
Мост Минчжоу (кит. 明州大桥) — мост, пересекающий реку Йон (Йонцзян), расположенный на территории города субпровинциального значения Нинбо; 9-й по длине основного пролёта арочный мост в мире (6-й в Китае). Является частью скоростной автодороги Восточной Кольцевой автодороги Нинбо, которая на севере переходит в дорогу G9211 Нинбо—Чжоушань и на юге заканчивается дорогой G1501 Кольцевая дорога Нинбо.

## Характеристика
Мост соединяет северный и южный берега реки Йон (Йонцзян) соответственно районы Чжэньхай и Иньчжоу.
Длина — 1 330 м. Мост представлен однопролётной арочной конструкцией с дорожным полотном посередине и мостовыми подходами (эстакады). Длина основного пролёта — 450 м, дополнительные два по 100 м. Арочная конструкция сплошностенчатая (по принципу балочных конструкций) и выполнена из стали. Конструкция имеет по три поперечные связи (вертикальные опоры) с двух сторон между дополнительными продольными балками (от основного пролёта) и арочным сводом. Дорога моста крепится на тросах арки.
Имеет 8 полос движения (по четыре в обе стороны) с допустимой скоростью движения транспорта 80 км/час. Также есть пешеходная зона.
Стоимость строительство мостового перехода 1,135 млрд. юаней.